# Bodrog (làng)
Bodrog là một thị trấn thuộc hạt Somogy, Hungary. Thị trấn này có diện tích 14,78 km², dân số năm 2010 là 443 người, mật độ 30 người/km².